# Lais de guia

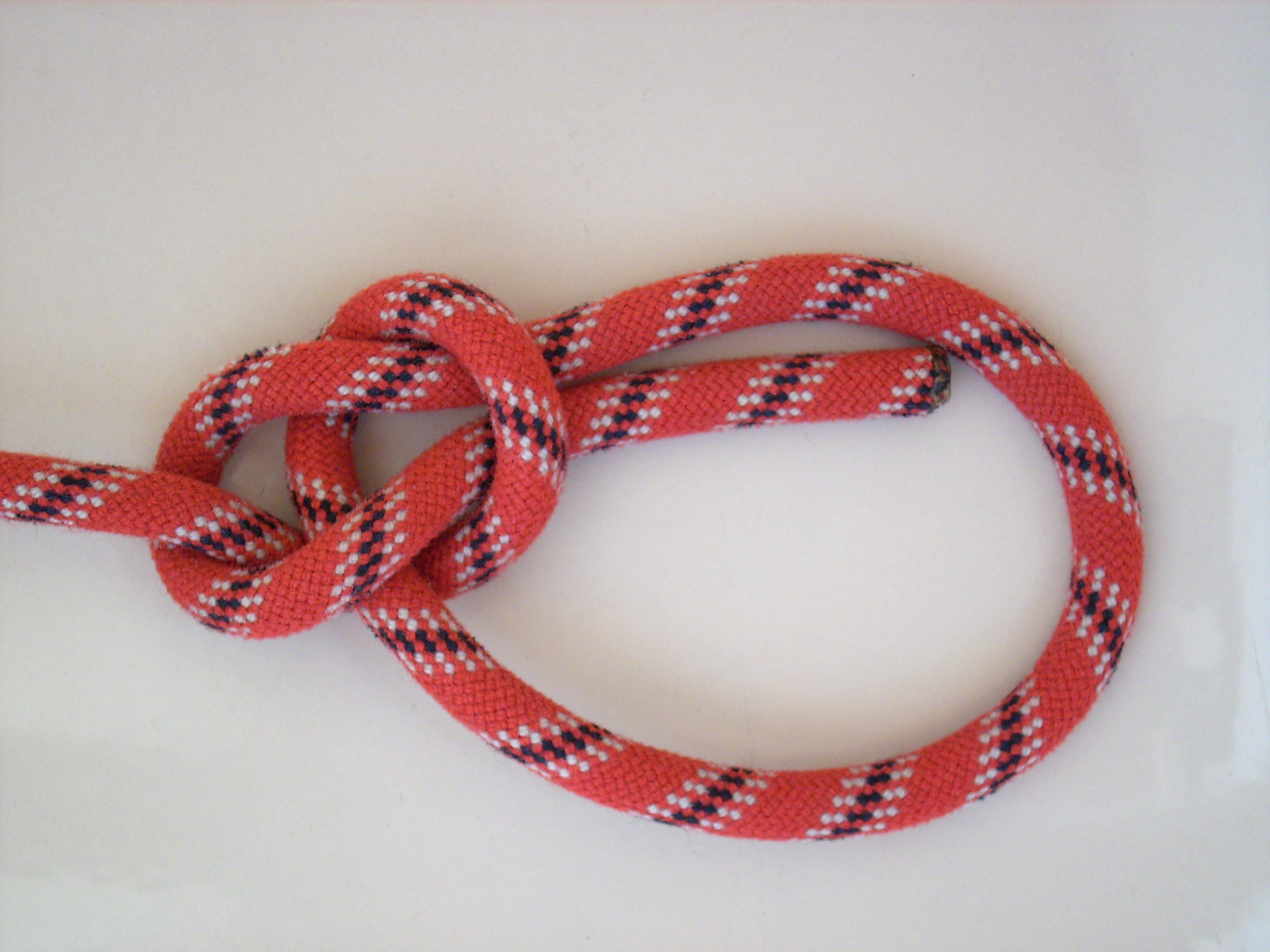
Exemplo de Lais de Guia

Lais de Guia é um dos mais conhecidos e utilizados nós.
Nó de grande utilidade, usado para formar uma laçada não corrediça. É um de grande confiabilidade pois além de não estrangular sob pressão, é fácil de desatar. Ao executá-lo deve-se tomar cuidado uma vez que, se mal executado, desmancha-se com facilidade.
O nó lais de guia tem como função principal ajudar no salvamento de pessoas afogadas e em portos para manter os navios ancorados, muito usado na marinha em treinamentos de resgate e ancoradouros. É um laço que não corre.
No livro de Ashley, o Lais de Guia recebe o número 1010. Uma variante recomendada pela marinha holandesa recebe o número 1034 e meio.

## Como é feito

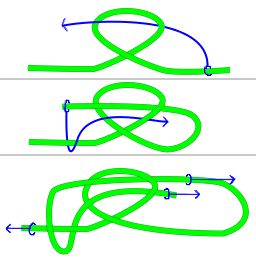
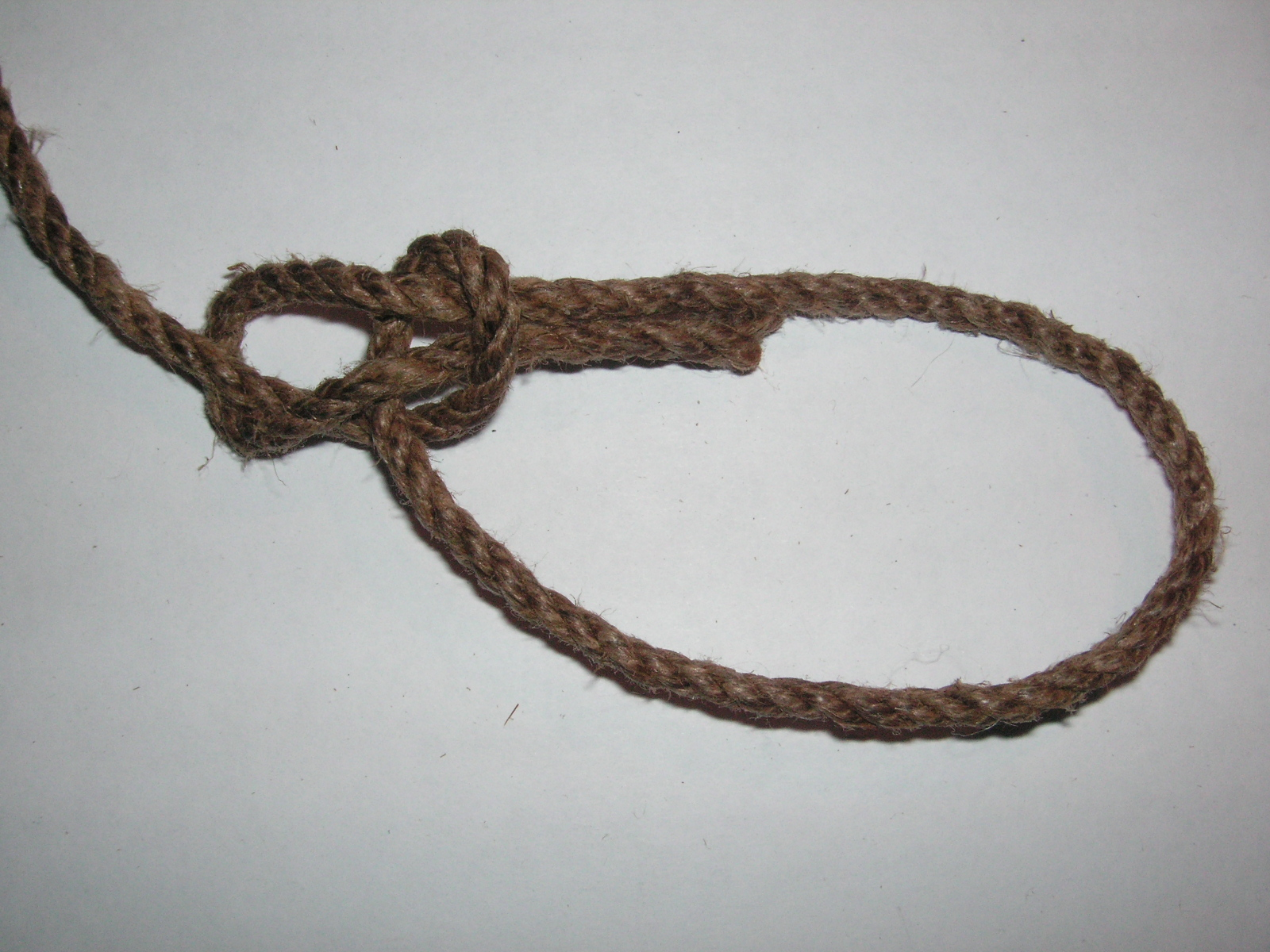

## Lais de guia "caubói", "canhota" ou "da marinha holandesa"

Esquema do nó 1034.5 de Ashley, frequentemente confundido com o Lais de Guia

Esta variante é recomendada pela Marinha Holandesa. Há um grau de controvérsia a respeito de qual dos dois nós é mais confiável. A diferença entre os dois nós está na posição final do terminador.

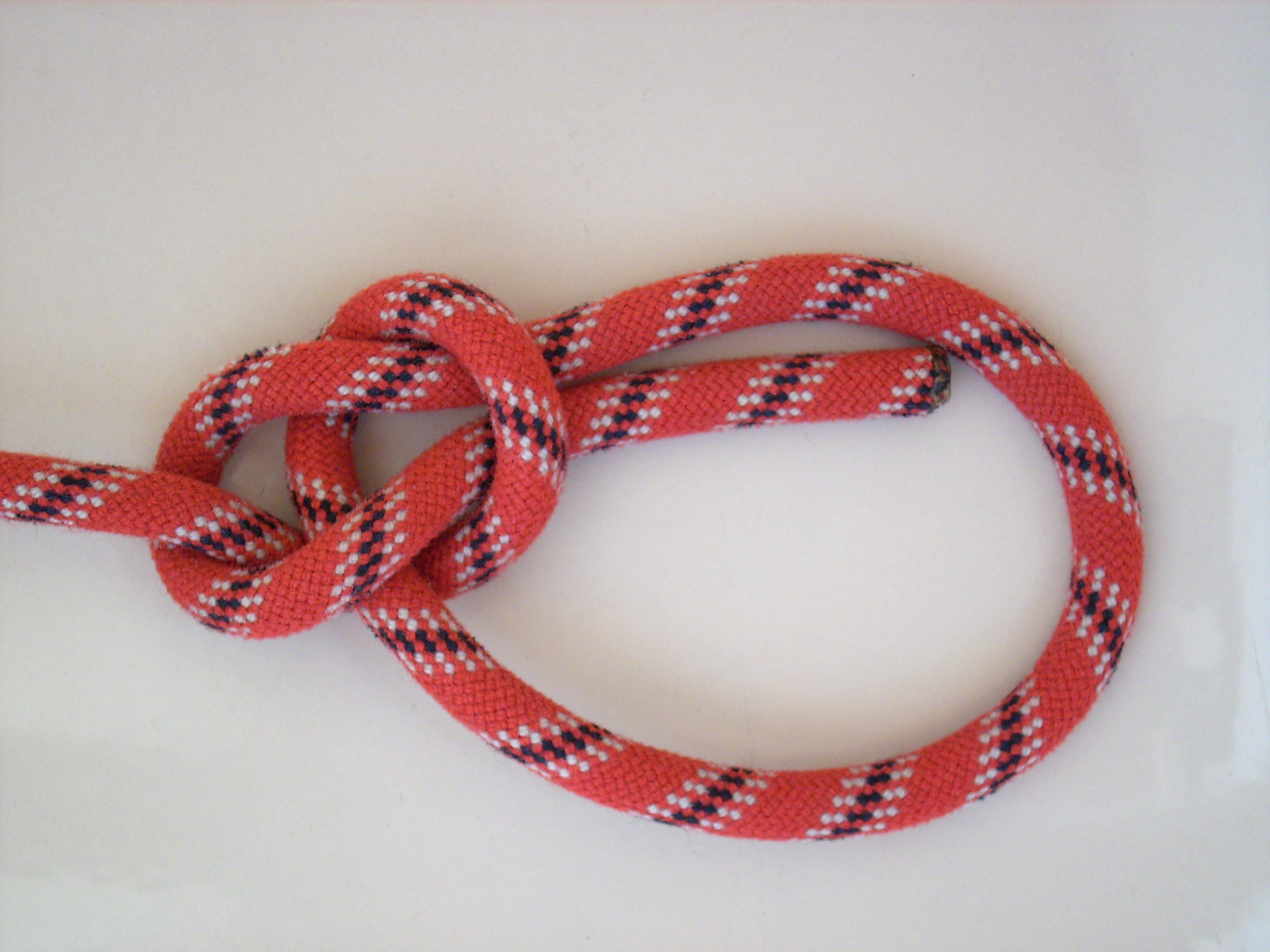
Lais de guia (#1010)
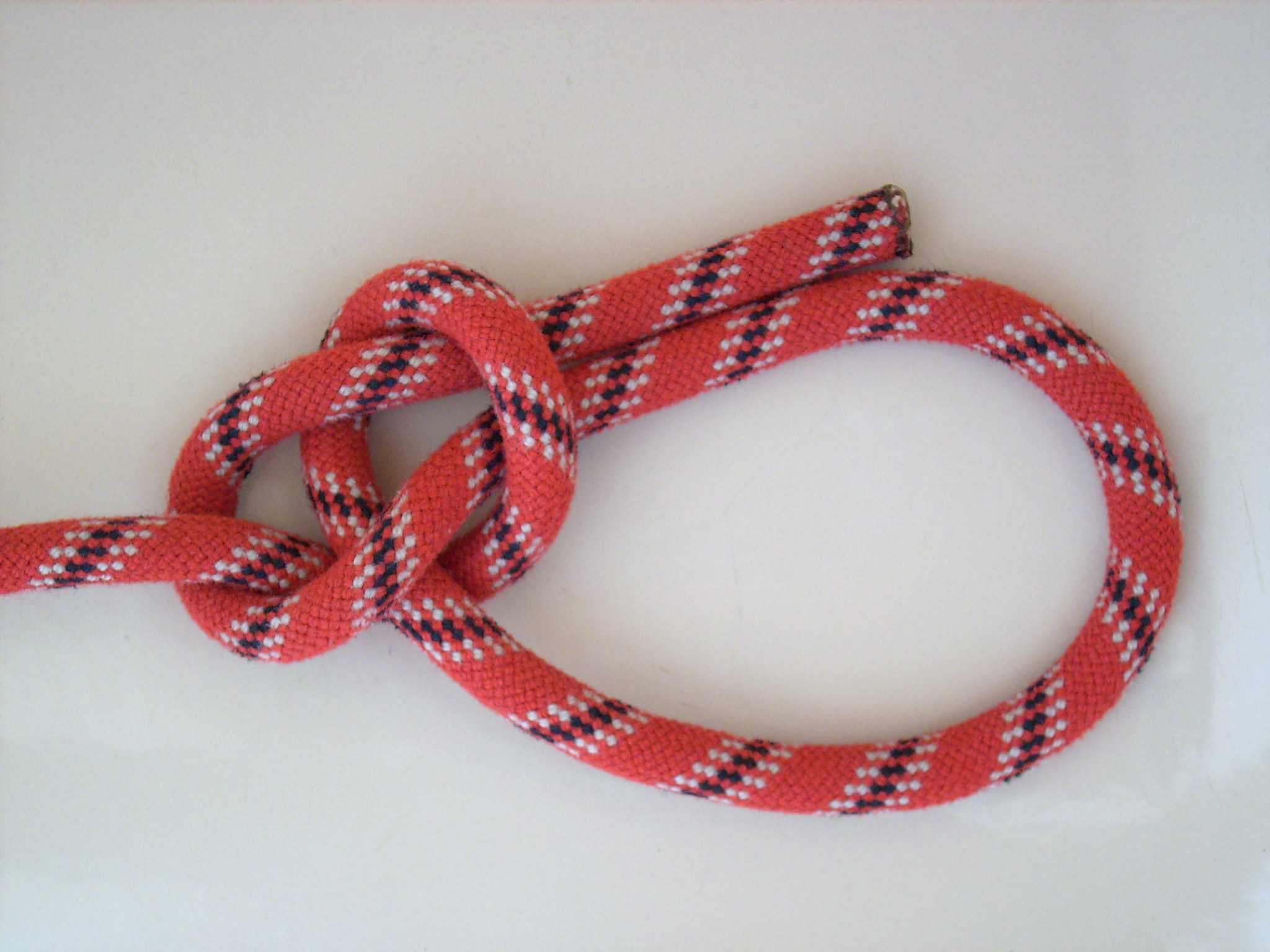
Variante holandesa (#1034 1/2)